# Pelaja
Pelaja (hebräisch פְּלָאיָה pəlā’jāh oder hebräisch פְּלָיָה pəlājāh) ist der Name zweier im Alten Testament der Bibel genannter Personen.

## Etymologie
Pelaja ist ein hebräischer Name und bedeutet „einer, den JHWH auszeichnet hat“, „Jehova zeichnet aus“ oder auch „JHWH hat wunderbar behandelt“.

## Verbreitung
Die englische Form des Namens Pelaiah kommt aktuell sehr selten vor. Etwas verbreiterter ist Pelaja vor allem in Afrika.

## Nachkomme Davids
Im 1. Buch der Chronik wird in einer Liste der Nachkommen König Davids ein Pelaja (hebräisch פְּלָיָה pəlājāh) als dritter von sieben Söhnen des Eljoënai genannt (1 Chr 3,24 ).

## Levit
Im Buch Nehemia wird unter anderem von der Verlesung des Gesetzes durch Esra berichtet. In diesem Zusammenhang wird auch eine Gruppe von Leviten erwähnt (Neh 8,7 ), zu der ein Pelaja (hebräisch פְּלָאיָה pəlā’jāh) gehörte. Diese Leviten unterwiesen das Volk im Gesetz und legten es verständlich aus. Hintergrund dessen dürfte gewesen sein, dass viele den hebräisch verfassten Text nicht unmittelbar verstanden haben dürften, da die Umgangssprache zu dieser Zeit Aramäisch war.
Bei der feierlichen Verpflichtung des Volkes auf die Tora (Kap. 10) wird Pelaja nochmals in der Namensliste der Leviten genannt (Neh 10,11 ).